# Chiang Mai
Chiang Mai (thailändisch เชียงใหม่ Aussprache: [tɕʰīəŋ màj], anhörenⓘ, Lanna: ᨩ᩠ᨿᨦ ᩲᩉ᩠ᨾ᩵ [t͡ɕīəŋ.màj] ⓘ; manchmal auch Chiengmai oder Chiangmai geschrieben) ist eine Großstadt im Norden Thailands. Sie ist die Hauptstadt der thailändischen Provinz Chiang Mai und die größte Stadt der Nordregion, deren wirtschaftliches und kulturelles Zentrum sie bildet.
Die Großstadt-Kommune (thesaban nakhon / เทศบาลนครเชียงใหม่) im Zentrum des Landkreises (Amphoe) Mueang Chiang Mai hat in ihren offiziellen Grenzen auf einer Fläche von 40,2 km² rund 127.400 Einwohner. Das städtische Ballungsgebiet von Chiang Mai erstreckt sich weit darüber hinaus auf einer Fläche von 405 km²; in dieser Agglomeration leben rund 1,19 Millionen Einwohner und damit rund zwei Drittel der Gesamtbevölkerung der Provinz Chiang Mai.
Chiang Mai wird wegen der landschaftlich schönen Lage und der verbliebenen buddhistischen Klöster im Lanna-Stil Rose des Nordens genannt.

## Geographie
Der Ort liegt in einem windgeschützten Flusstal des Mae Nam Ping, am Fuß des Berges Doi Pui (1685 m über Meereshöhe). Die Altstadt wird von einem 2 mal 1,8 Kilometer großen Viereck aus der antiken Stadtmauer (Reste davon sind noch erhalten) und einem parallel dazu verlaufenden Wassergraben umschlossen, der auf zahlreichen Brücken überquert werden kann. Das zentrale Geschäftsviertel der modernen Stadt hingegen liegt östlich außerhalb der ehemaligen Stadtmauern zum Ufer des Mae Nam Ping hin.
Das offizielle Stadtgebiet der Großstadt-Kommune Chiang Mai wurde 1983 festgelegt und umfasst 40,2 km². Seitdem hat sich auch das Umland stark verstädtert. Für Zwecke der Stadt- und Raumplanung wird daher gemäß einer Verordnung des thailändischen Innenministeriums von 2012 ein weitaus größeres Gebiet zu Chiang Mai gezählt. Dieses umfasst eine Fläche von 405 km², reicht bis nach Mae Rim im Norden, San Kamphaeng im Osten, Hang Dong im Süden und Suthep im Westen. Dieses Gebiet hat eine Bevölkerung von 1.197.931 Einwohnern, was Chiang Mai zur zweitgrößten Stadt Thailands nach Bangkok (10,8 Millionen Einwohner) macht.
Da die Abteilung für lokale Verwaltung (Department of Local Administration (kurz: DLA)) und das Nationale Statistikamt (National Statistics Office (kurz: NSO)) Auswanderer (Expatriate), nicht dauerhaft ortsansässige Personen, Wanderarbeiter (bis auf Wanderarbeiter aus ASEAN für das Jahr 2017) und hinzugezogene thailändische Staatsbürger (Bürger die zwar in Chiang Mai arbeiten und wohnen, jedoch noch in ihren Heimatprovinzen gemeldet sind) nicht in ihren Bevölkerungszahlen mitzählt, geht man schätzungsweise von einer Bevölkerungszahl von bis zu 1,5 Millionen Menschen im Ballungsraum aus.
Trotz des Vorhandenseins eines offiziellen Ballungsraums gibt es bis heute keine offiziellen Quellen, womit die Größe der Metropolregion bestimmt werden könnte. Als Grund dient Thailands veraltetes System zur Volkszählung, welches die Festlegung von Metropolregionen außerhalb Bangkoks verhindert. Die erweiterte Metropolregion von Chiang Mai würde aufgrund der Nähe zur Provinzgrenze mit hoher Wahrscheinlichkeit in die Nachbarprovinz Lamphun reichen.

## Geschichte

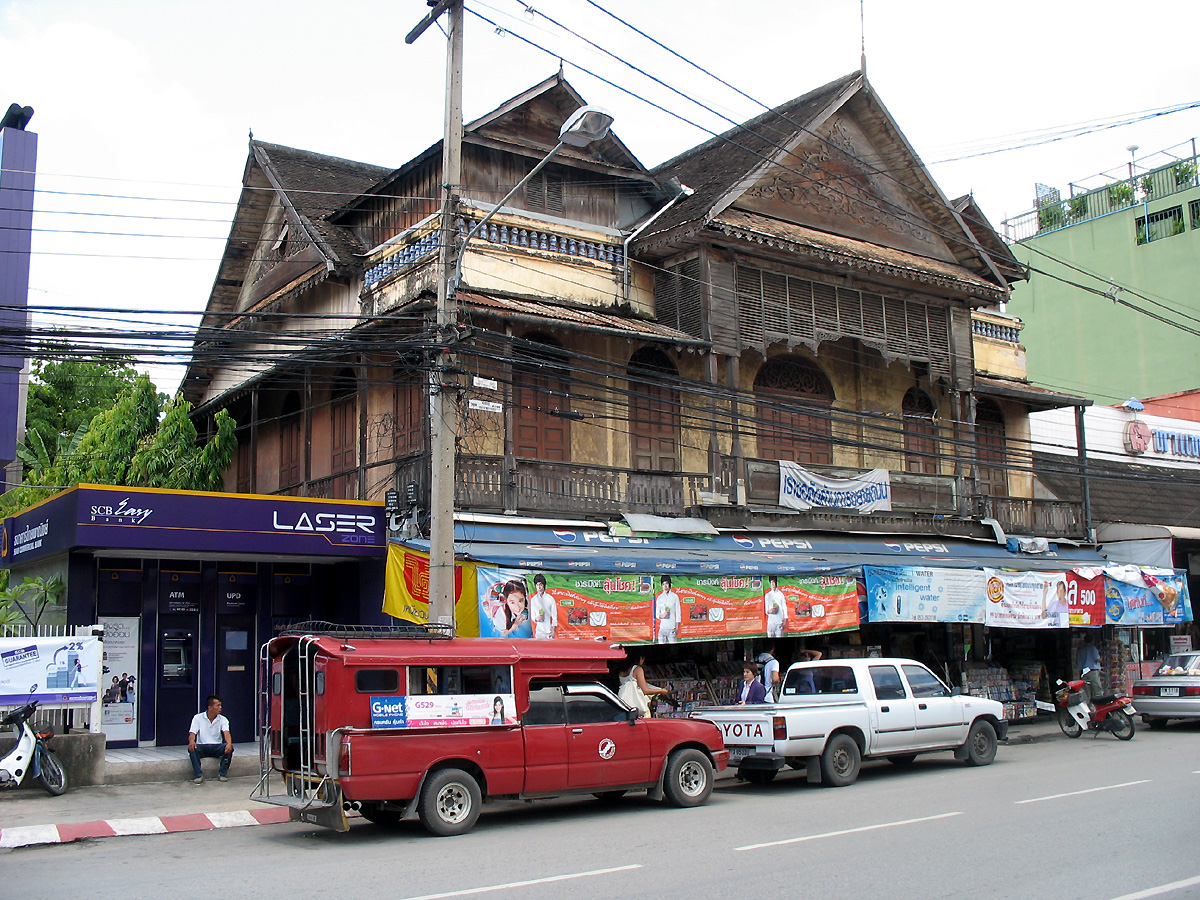
Traditionelles Holzhaus in Chiang Mai

Chiang Mai (Nordthailändisch für „Neue Stadt“) wurde den Chroniken zufolge 1296 durch Mangrai als neue Hauptstadt seines Reiches Lan Na („Land der Millionen Reisfelder“) gegründet. Dieser hatte zuvor von Chiang Rai aus regiert und 1292/93 durch Unterwerfung des Mon-Reiches Haripunjaya (beim heutigen Lamphun) seinen Herrschaftsbereich nach Süden ausgedehnt. Die Armee des birmanischen Königs Bayinnaung von Pegu nahm 1558 Chiang Mai ein. In den folgenden zwei Jahrhunderten war Chiang Mai (und mit ihm ganz Lan Na) ein Vasallenstaat der birmanischen Reiche der Taungu- und der Konbaung-Dynastie.
Mit Unterstützung des siamesischen Königs Taksin wurde die birmanische Herrschaft 1774 abgeschüttelt, in der Folgezeit geriet Chiang Mai – so wie Lan Na insgesamt – unter zunehmenden Einfluss Siams (des heutigen Thailands). Aufgrund des 1874 geschlossenen Vertrags über Chiang Mai zwischen Siam und dem britischen Weltreich (das das benachbarte Birma kolonisierte) entsandte der siamesische König Chulalongkorn einen Hochkommissar nach Chiang Mai, der schrittweise die Macht übernahm.
Lan Na (das heutige Nordthailand) wurde 1899 schließlich in den thailändischen Zentralstaat integriert, Chiang Mai wurde Verwaltungssitz des Monthon (Verwaltungsregion) Phayap („Nordwesten“). Noch bis 1939 residierte hier ein – inzwischen allerdings machtloser – Fürst. Die Stadt erhielt 1935 als erste Stadt Thailands den Selbstverwaltungs-Status einer Großstadt-Kommune (thesaban nakhon).

## Politik

### Städtepartnerschaften
- Chongqing, Volksrepublik China[7]
- Harbin, Volksrepublik China
- Kunming, Volksrepublik China
- Saitama, Japan
- Uozu, Japan

## Kultur und Sehenswürdigkeiten

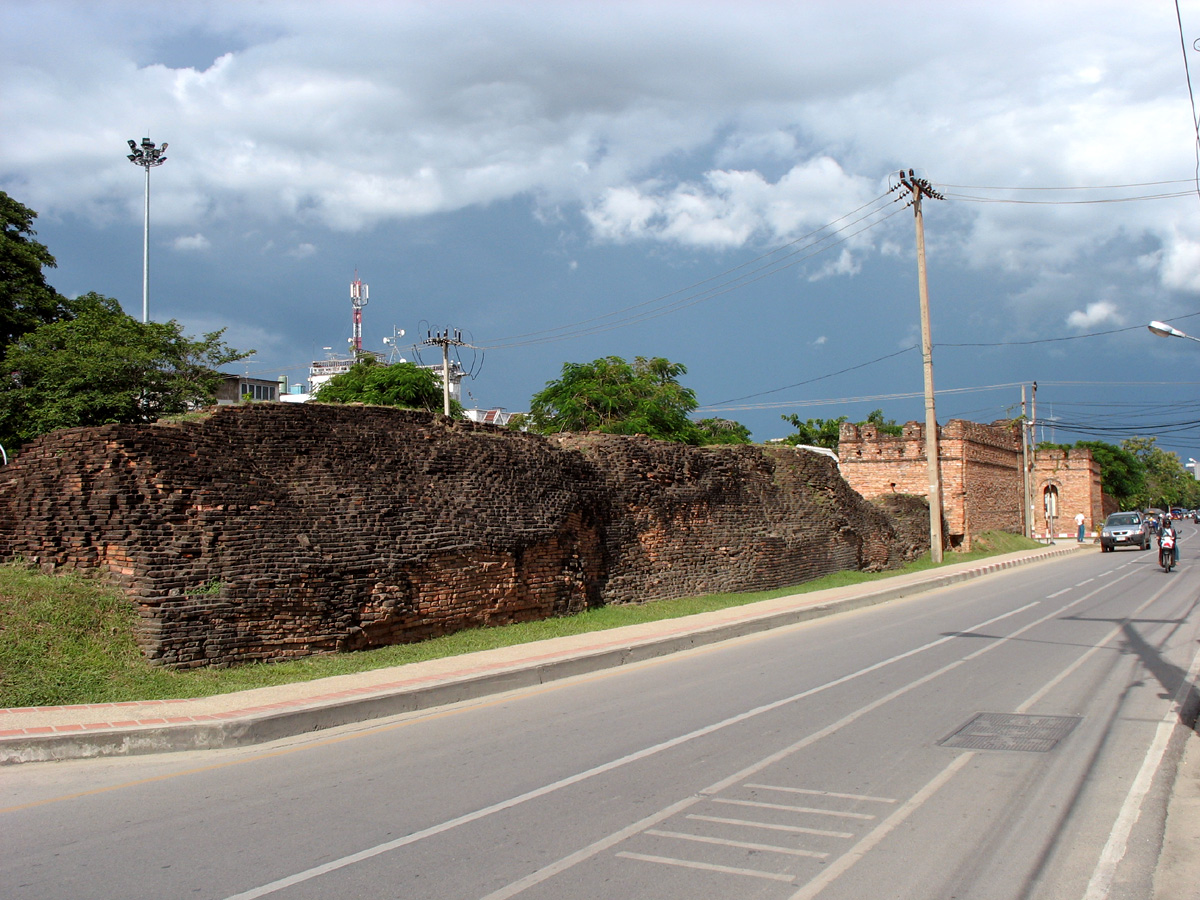
Antike Stadtmauer mit Stadttor Chang Phueak

Es gibt ungefähr 200 buddhistische Tempel (Wat), viele davon liegen in der Altstadt innerhalb der historischen Stadtbefestigung von Chiang Mai.
2015 wurden die Denkmale, die Fundstätten und die Kulturlandschaft von Chiang Mai in die thailändische Vorschlagsliste für das UNESCO-Weltkulturerbe aufgenommen.

### Buddhistische Tempel

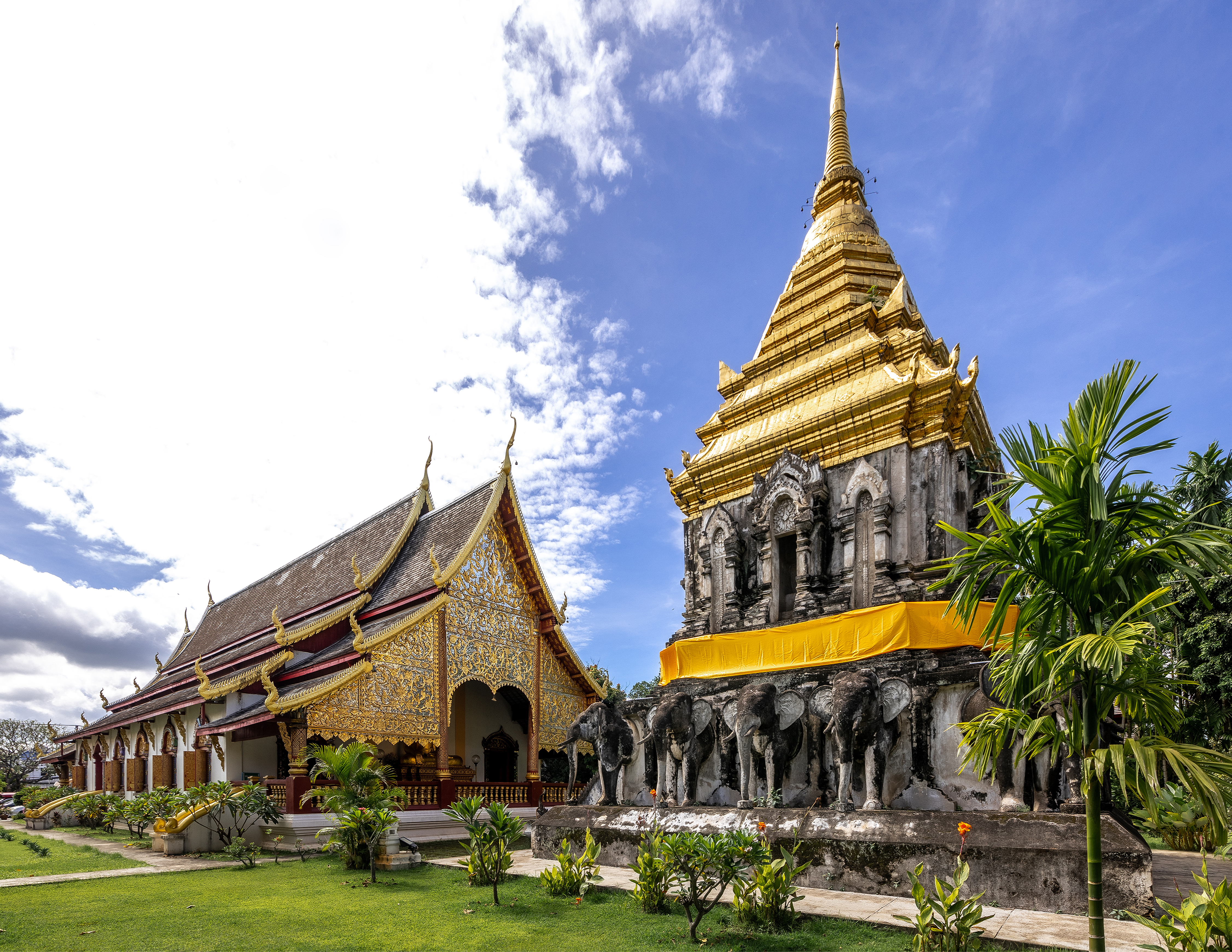
Wat Chiang Man

- Wat Phra That Doi Suthep – gegründet wahrscheinlich 1371, heutiges Aussehen seit 1805, hoch am Doi Suthep über Chiang Mai gelegen (die Straße dorthin wurde erst 1935 gebaut), mit großartiger Aussicht über das ganze Tal.
- Wat Phra Singh – buddhistische Tempelanlage (Wat), erbaut 1345 unter König Pha Yo, mit der Buddhafigur Phra Sihingh, Holzschnitzereien der Portale, edelsteinbesetzte Bronzestatue, kleiner Bibliotheksbau aus dem 14. Jahrhundert.
- Wat Chiang Man – mit dem sog. „Kristall-Buddha“ aus Bergkristall, aus dem 7. Jahrhundert, von König Mangrai bei der Eroberung von Haripunchai erbeutet.
- Wat Chiang Yuen – National-Tempel des Königreiches von Chiang Mai, nördlich der von Mauer und Wassergraben eingefassten Altstadt.
- Wat Chedi Luang – mit der Ruine einer riesigen Chedi, die 1545 durch ein Erdbeben zerstört wurde. Im nördlichen Teil kleiner Viharn, erbaut zu Ehren des Meditationsmeisters Ajahn Mun Bhuridatta, der hier lebte und lehrte.
- Wat Lok Mo Li – renovierter buddhistischer Tempel aus dem 14. Jahrhundert.
- Wat Buppharam – an der Tha Pae Road gelegener Tempel vom Ende des 15. Jahrhunderts, im 19. Jahrhundert mit einem ungewöhnlichen Viharn im burmesischen Stil erneuert.
- Wat Suan Dok – Tempel aus dem 14. Jahrhundert westlich der Altstadt.
- Wat Chet Yot – Tempel mit ungewöhnlichem Viharn aus dem 15. Jahrhundert.
- Wat Umong – im Wald liegender Tempel aus dem 14. Jahrhundert, am Rande der Stadt, mit großem Weiher (Fische füttern).

### Museen
- Nationalmuseum Chiang Mai – gegründet 1973, zeigt neben Stücken aus der Geschichte Lan Nas einen sehr schön gestalteten hölzernen Fußabdruck Buddhas.
- Tribal Museum of Chiang Mai – zeigt die Kunst und Kultur der Bergvölker und erklärt ihre Geschichte.

### Verschiedenes

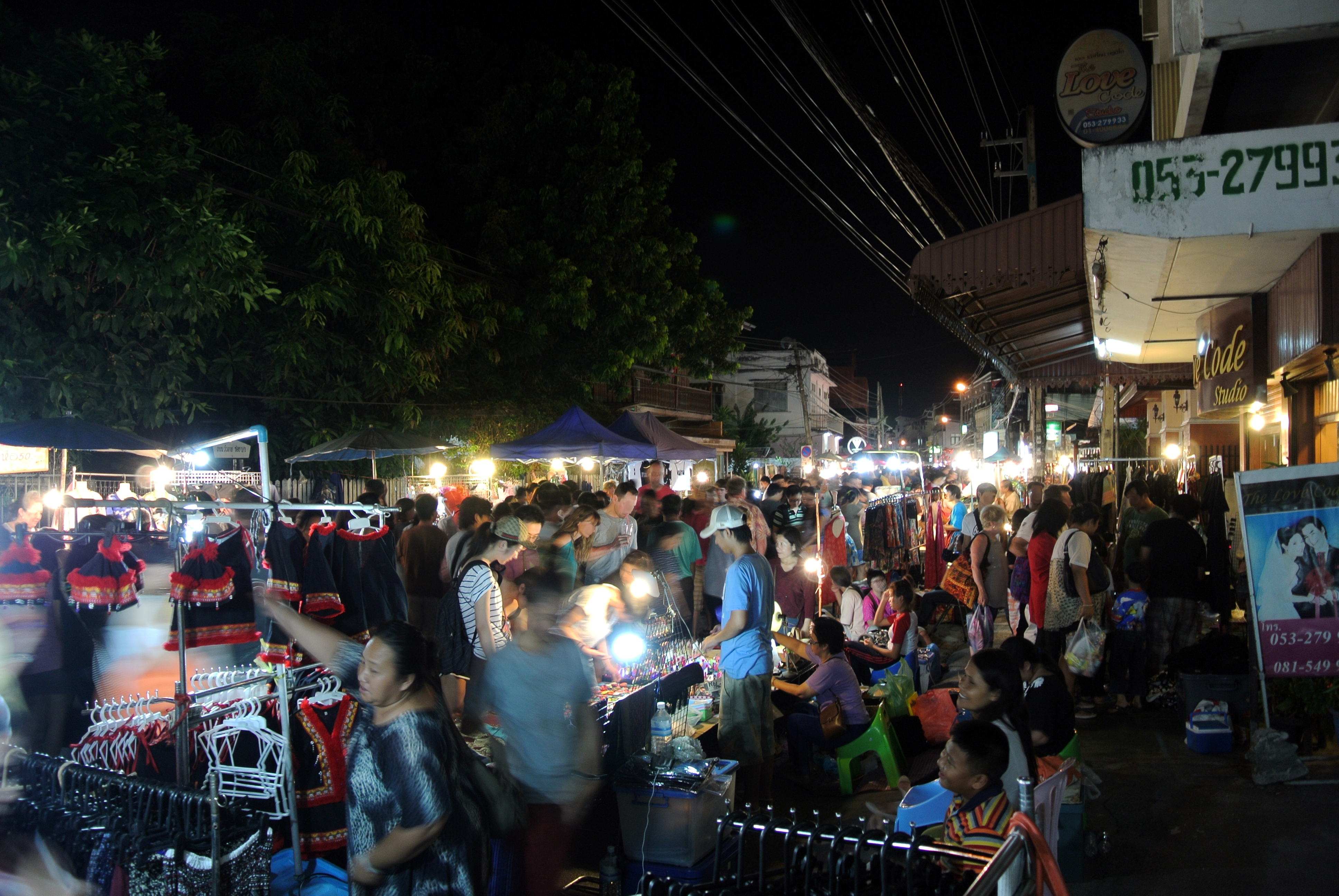
Auf dem Nachtbasar von Chiang Mai

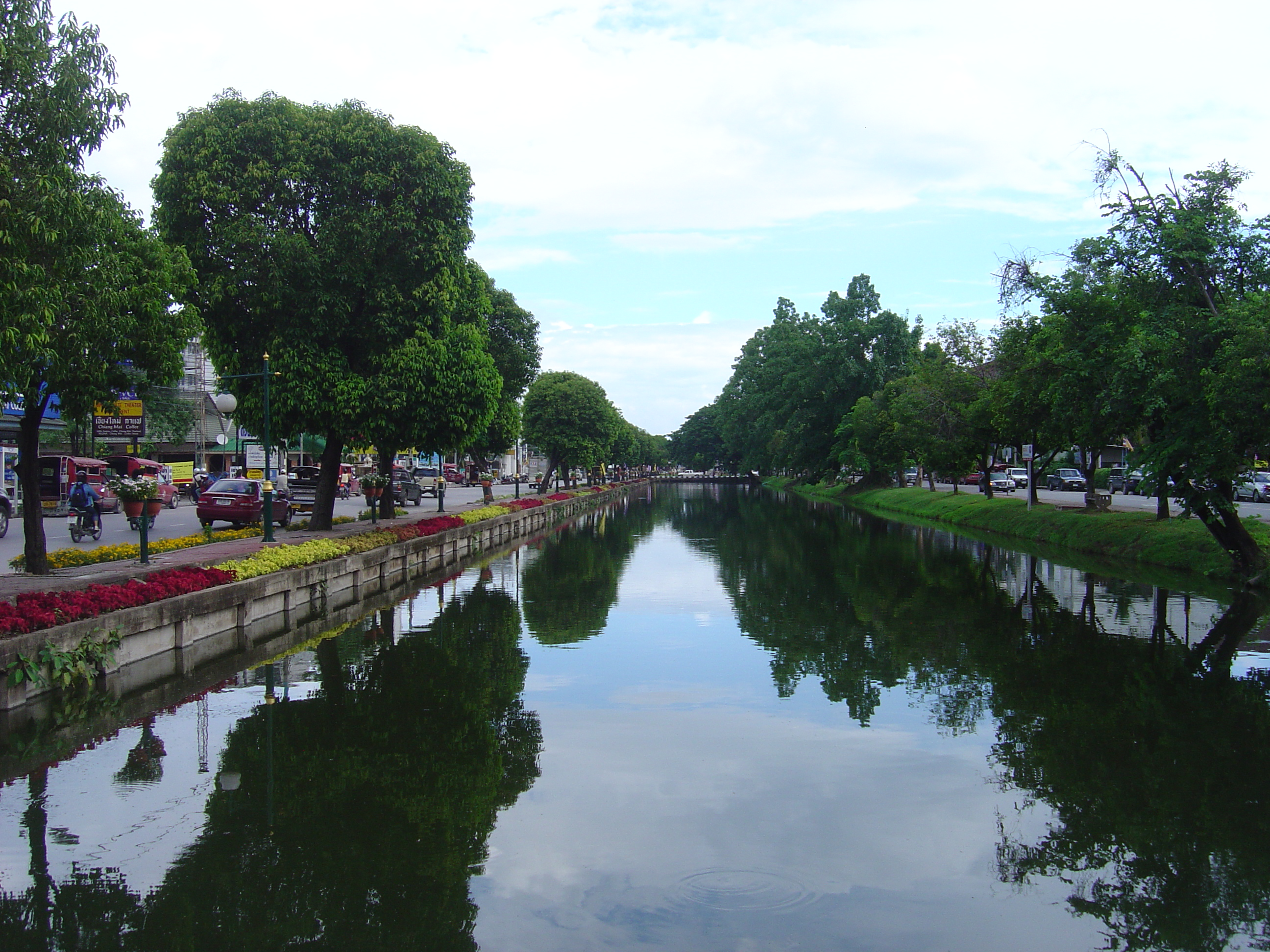
Der Graben der alten Stadtbefestigung

- Nachtbasar (Night Bazar) – in der Nähe des Ufers des Ping; allabendlich werden hier lokale Produkte, Viktualien und Textilien (insbesondere von den Angehörigen der Bergvölker) feilgeboten. Mehrere Food-Courts und zahlreiche Garküchen sorgen für das leibliche Wohl sowohl der Einheimischen wie auch der Touristen.
- Wiang Kum Kam – historisches Ausgrabungsgebiet etwa fünf Kilometer südlich der Stadt. Hier lebte König Mengrai, bevor er Chiang Mai gründete.
- Chiang Mai Night Safari – Zoo und Freizeitpark mit Restaurant und Wasser-Lichtspielen, teils mit Freigehegen, durch die man abends in kleinen Zügen gefahren wird. 10 km außerhalb der Stadt.
- Royal Flora Expo (Thai: งานมหกรรมพืชสวนโลก2006 – [ŋaːn.má.hà.kam.pʰɯ̂ːt.sǔːan.lôːk.2006], auch: ราชพฤกษ์2549 – [râːt.tɕʰá.pʰrɯ́k.2549]) – Internationale Gartenschau, unter anderem riesige Hallen mit Orchideen, sehr aufwändig, sehr weitläufig, etwa 10 km südwestlich der Altstadt gelegen.
- Am Bahnhof: Denkmal-Dampflok RSR Nr. 340, ex G 4/5 118 der Rhätischen Bahn (Graubünden, Schweiz), SLM 2208, 1912, in Thailand seit 1926 (Schwesterloks 107 und 108 bei der RhB betriebsfähig).[9]
- Kawila Race Track: Galopprennbahn, auf der jeden Samstag ab 12:30 Uhr Pferderennen stattfinden und auf der das Wetten legal ist.
- Elephant Nature Park: Nachhaltiger Elefantenpark als Elefantenrehabilitationszentrum.
- Stadtbefestigung von Chiang Mai – Vom Ursprung her aus dem späten 13., vom heutigen Erscheinungsbild her aus der Zeit um 1801 stammend. Alle Stadttore und Zitadellen sind erhalten bzw. rekonstruiert worden.

## Wirtschaft und Infrastruktur

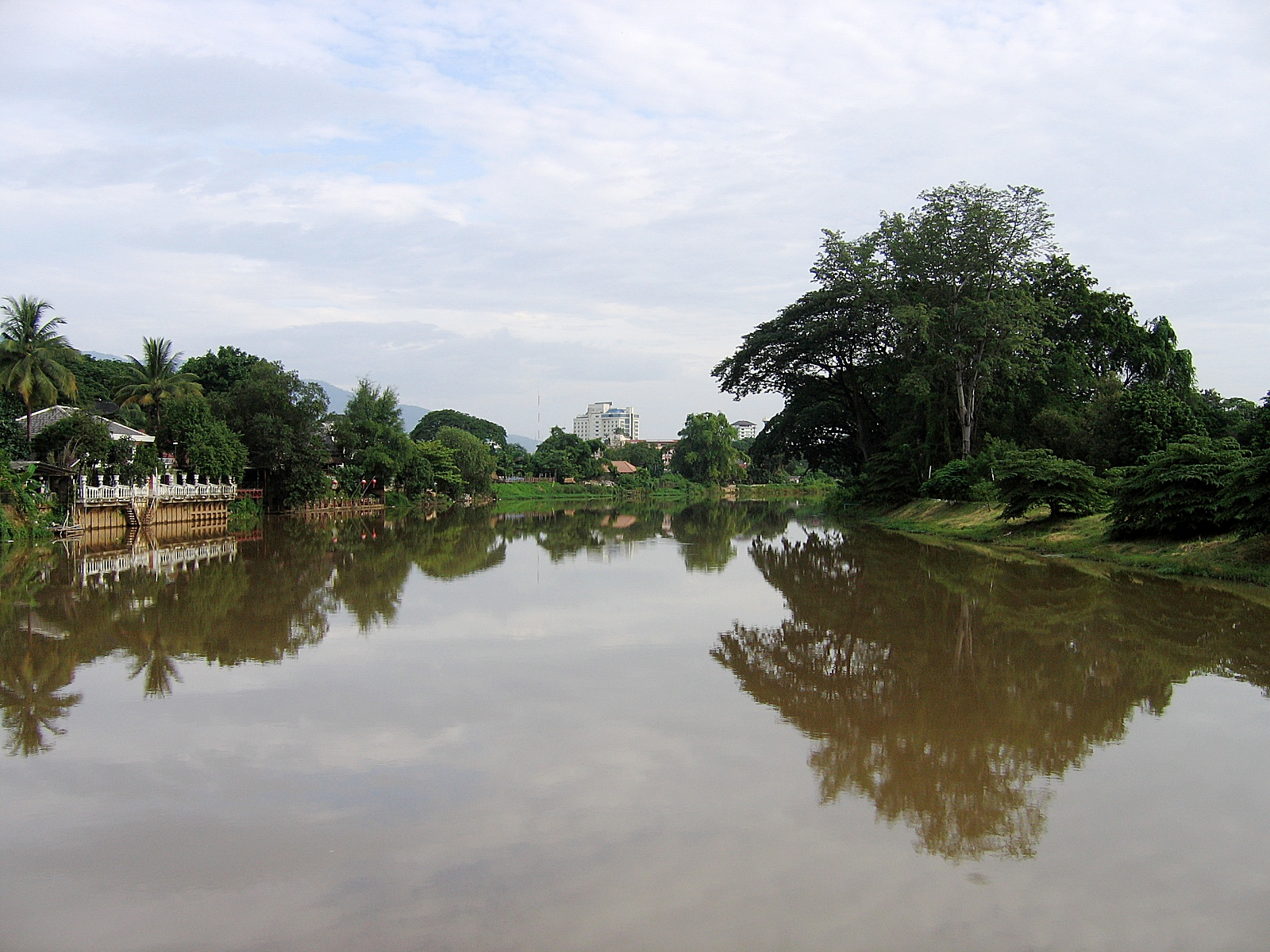
Der Ping-Fluss in Chiang Mai

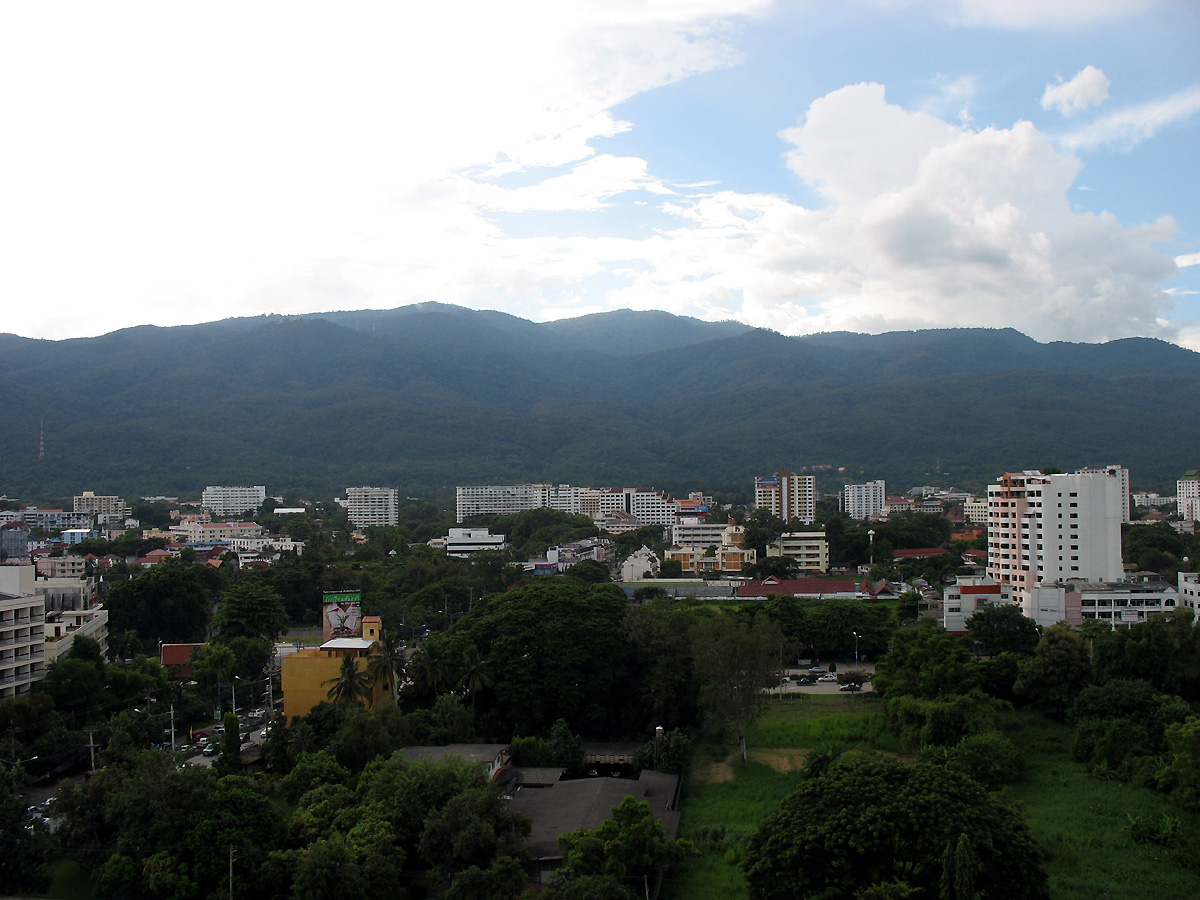
Blick auf Doi Pui und Doi Suthep

Chiang Mai ist das Zentrum des thailändischen Kunsthandwerks. Insbesondere die Holzverarbeitung, die Textilherstellung und die Bearbeitung von Jadeschmuck sind wichtige Zweige der Wirtschaft. Chinnaraje, ein Hersteller für Autorikschas (Tuk-Tuk), hatte in der Stadt seinen Sitz. Daneben ist der Tourismus eine wichtige Erwerbsquelle vieler Menschen.

### Bildung
Die Universität Chiang Mai (Thai: มหาวิทยาลัยเชียงใหม่, Engl.: Chiang Mai University), die wichtigste öffentliche Universität in Nord-Thailand, liegt etwa fünf Kilometer westlich des Stadtzentrums von Chiang Mai unterhalb des Berges Doi Suthep. In Chiang Mai gibt es noch die folgenden Universitäten mit einer Vielzahl von Unterabteilungen:
- die Rajabhat-Universität Chiang Mai
- die private Payap-Universität (christlich)
- die private Far Eastern University
- der Lanna-Campus der buddhistischen Mahamakut-Universität (Thammayut Nikaya) im Wat Chedi Luang
- der Campus Chiang Mai der buddhistischen Mahachulalongkornrajavidyalaya-Universität (im Tambon Suthep, Amphoe Mueang Chiang Mai)

In der Nähe von Chiang Mai befinden sich außerdem:
- die Maejo-Universität (etwa 14 km)
- die private North-Chiang Mai University (etwa 17 km)
- die Technische Universität Rajamangala Lanna (etwa 20 km)

An der Christlichen Deutschen Schule Chiang Mai (CDSC) besteht in Nordthailand die Möglichkeit, ein deutschsprachiges internationales Abitur (DIAP) zu erlangen. Die Schule trägt das Gütesiegel „Exzellente Deutsche Auslandsschule“. Sie ist eine der zurzeit 140 weltweit von der Bundesrepublik Deutschland geförderten Deutschen Auslandsschulen (DAS).

### Verkehr
Am westlichen Stadtrand, rund 5 km von der Innenstadt entfernt, befindet sich der internationale Flughafen Chiang Mai (Thai: ท่าอากาศยานเชียงใหม่). Nach den beiden Bangkoker Flughäfen (Suvarnabhumi und Don Mueang) sowie dem Flughafen Phuket ist er der viertmeist frequentierte Flughafen Thailands. Von hier aus werden täglich Ziele in Thailand und Südostasien, sowie verschiedene chinesische Städte angeflogen.
Der Bahnhof von Chiang Mai ist der Endpunkt der Bahnstrecke Ban Phachi–Chiang Mai (thailändische Nordbahn). Regelmäßige Zugverbindungen bestehen in Richtung Bangkok. Außerdem gibt es zahlreiche Busverbindungen aus dem südlichen, zentralen und nördlichen Thailand nach Chiang Mai.
Vor Ort gehören Songthaeos zu den wichtigsten Verkehrsmitteln. Die roten Sammeltaxis sind im Stadtbild von Chiang Mai allgegenwärtig.

## Persönlichkeiten
- Pakanit Boriharnvanakhet (* 1949), Radrennfahrer
- Supakit Jinajai (* 1979), Fußballspieler
- Anucha Chaiwong (* 1985), Fußballspieler
- Peerapol Chawchiangkwang (* 1986), Radrennfahrer
- Angkana Rüland (* 1987), Mathematikerin
- Nutthawut Khamrin (* 1991), Fußballspieler
- Kansit Premthanakul (* 1991), Fußballspieler
- Supanara Sukhasvasti (* 1992), Weitspringer
- Jongkolphan Kititharakul (* 1993), Badmintonspielerin
- Noppakun Kadtoon (* 1994), Fußballspieler
- Prin Goonchorn (* 1995), Fußballspieler
- Phetdarin Somrat (* 1995), Radrennfahrerin
- Panudech Maiwong (* 1996), Fußballspieler
- Chaowat Veerachat (* 1996), Fußballspieler
- Phitchanon Chanluang (* 1997), Fußballspieler
- Jenjira Stadelmann (* 1999), Schweizer Badmintonspielerin
- Sarawut Yodyinghathaikul (* 1999), Fußballspieler
- Suwijak Moonkeaw (* 2001), Fußballspieler
- Phakphum Kunkongmee (* 2004), Fußballspieler